# 크리스찬 드 라 코르티나
크리스찬 드 라 코르티나(Christian de la Cortina, 1979년 10월 4일 ~ )는 캐나다의 배우, 영화 감독, 각본가이다.

## 영화
- 브루클린 (2016년) - 로렌지오 역
- 시크릿 오브 더 마운틴 (2010년) - 안토니오 역